# موتور تاج محمد پاهنگ
موتور تاج محمد پاهنگ یک منطقهٔ مسکونی در ایران است که در دهستان پیرسهراب واقع شده‌است. موتور تاج محمد پاهنگ ۴۱ نفر جمعیت دارد.